# هندريك تيمر (تنس)
هندريك تيمر (بالهولندية: Henk Timmer) مواليد 8 فبراير 1904 في أوترخت - الوفاة 13 نوفمبر 1998 في هولندا، كان لاعب كرة مضرب هولندي بدأ مسيرته كمحترف سنة 1923. أعلى تصنيف له في الفردي كان المركز الـ 6 في سنة 1930. سبق أن شارك في دورة الألعاب الأولمبية الصيفية.

## الميداليات
| الميدالية | المسابقة                       |
| --------- | ------------------------------ |
| برونزية   | الألعاب الأولمبية الصيفية 1924 |

## روابط خارجية
- هندريك تيمر على موقع رابطة محترفي التنس (الإنجليزية)
- هندريك تيمر على موقع الاتحاد الدولي لكرة المضرب (الإنجليزية)
- هندريك تيمر على موقع كأس ديفيز (الإنجليزية)
- هندريك تيمر على موقع بطولة ويمبلدون (الإنجليزية)
- هندريك تيمر على موقع خلاصة التنس.كوم (الإنجليزية)
- هندريك تيمر على موقع أوليمبيديا (الإنجليزية)